# استفانو نگرو
استفانو نگرو (انگلیسی: Stefano Negro؛ زادهٔ ۲۸ ژوئن ۱۹۹۵) بازیکن فوتبال است.
از باشگاه‌هایی که در آن بازی کرده‌است می‌توان به باشگاه فوتبال مونتسا اشاره کرد.